# 和田彩花
和田 彩花（わだ あやか、1994年8月1日 - ）は、日本の歌手、女優、司会者、コメンテーター。バンド・LOLOET（ロロエ）メンバー。元アイドルでハロー!プロジェクトの女性アイドルグループ・アンジュルム（旧・スマイレージ）の元メンバーで、初代リーダー。ハロー!プロジェクトの6代目リーダー。元ハロプロエッグ。ニックネームはDAWA、あやちょ。イメージカラーは赤。
群馬県出身。血液型A型。身長162cm。元YU-M エンターテインメント所属（アップフロントクリエイトと業務提携していた）。

## 略歴
2002年
- ハロー!プロジェクト・キッズ オーディションを受け、最終合格者まで残るも本人が辞退。なお辞退の理由は本人も覚えていないとのこと。[要出典][3]

2004年
- ハロプロ エッグ オーディション2004に合格し、ハロプロエッグのメンバーとなる。

2008年
- 9月20日、アクアシティお台場アクアアリーナで行われた「しゅごキャラ!まつり in ODAIBA」で新ユニット「しゅごキャラエッグ!」のメンバーに選出されたことが発表された[4]。

2009年
- 4月4日、横浜BLITZにて行われたコンサート「2009 ハロー!プロジェクト新人公演 4月 〜横浜HOP!〜」で「メジャーデビューを目指す為の新ユニット」のメンバーに選出されたことが発表された[5]。新ユニットの他メンバーは前田憂佳・福田花音・小川紗季[5]。後日、その新ユニットの名称は「S/mileage（スマイレージ）」と決定[6][7]。
- 12月28日、GREEにてブログ開設[8]。

2010年
- 2月26日、Twitter開始[9]。
- 3月27日、ハロプロエッグを卒業[10]。
- 4月3日、スマイレージのメジャーデビューが決定[11]。
- 5月26日、「夢見る 15歳」でメジャーデビューした。
- 9月15日、アメーバブログ開始[12]。

2011年
- 3月2日、初のソロ写真集『和田彩花 16』の発売を記念して、福家書店新宿サブナード店にて握手会を行った[13][14]。

2014年
- 12月31日、3期メンバーブログ開始にあわせて、同日からの新規の更新をアメブロの新ブログに移行。

2016年
- 12月31日、翌年よりハロプロリーダーに就任することが明らかになった[15]。

2017年
- ハロー!プロジェクトの6代目リーダーに就任。

2018年
- 4月5日、翌年2019年の春ツアーの最終公演をもってアンジュルム及びハロー!プロジェクトを卒業することを発表[16][17]。

2019年
- 6月17日、宮崎由加がハロー!プロジェクトを卒業したことにより、ハロー!プロジェクト最年長となった。
- 6月18日、日本武道館で行われた卒業公演を以ってアンジュルム、およびハロー!プロジェクトを卒業[18]。卒業後はソロで芸能活動となることが発表された。
- 8月1日、自身が満25歳の誕生日を迎えたのに伴い、YU-M エンターテインメントに移籍してソロ活動を開始。旧所属のアップフロントプロモーション及びアップフロントグループと引き続き業務提携を実施。同時にアメブロの新ブログとInstagramを開始し、Twitterを再開。この日に公式サイトで「メッセージ」として発した宣言中の一文「私の未来は私が決める　私は女であり、アイドルだ」[19]は注目を集めたという[20]。
- 10月20日、カルチャーフェス「NEWTOWN 2019」にてソロ初パフォーマンス[21]。
- 11月9日、fanicon内にコミュニティ「和田彩花 前2021」がオープン[22]。

2020年
- 初のソロツアー「和田彩花ライブツアー前2021―この気持ちの先にあるものはなに？―」が初日Zepp Nagoya公演は開催されたものの、新型コロナウイルス感染拡大の状況を踏まえ大阪、東京公演は中止。[23]
- 10月21日、フォーブス30アンダー30（日本版）の一人に選ばれる[20]。

2021年
- 11月23日、ソロアルバム「私的礼賛」を配信リリース[24]。

2023年
- 10月28日、新バンド・LOLOET（ロロエ）を結成[25]。

2024年
- 7月31日、YU-M エンターテインメントを退所[26][27]。今後はフリーランスとして活動することとなる。

2025年
- 3月18日配信の「クイックジャパンウェブ」で、7年にわたりうつ病であることを明らかにした[28][29]。

## 人物
- 特技は、美術（西洋近代絵画、現代美術、日本美術）や仏像について話すこと。好きな画家は、エドゥアール・マネ[30]とレンブラント[31]。好きな作品はエドゥアール・マネの「菫の花束をつけたベルト・モリゾ」[30]。「ハロー!チャンネルvol.5」から絵画教室の連載企画をしており、vol.5ではデッサンの基礎を体験した。また、「47NEWS」で美術館めぐりをする「アートマイレージ」を連載していた[32]。
- 日本の仏像・絵画も好み、朱印帳を買い寺院の朱印集めなども行っている[33][34][35]。和田は東寺（京都市）の立体曼荼羅像に魅せられたことを語っている[36]。NHK Eテレで放送されている「趣味どきっ！」では「アイドルと旅する仏像の世界」をはじめ仏像に関する番組でナビゲーターも務めている[37][38]。
- 趣味は、美術に触れること[30]。
- 大学では美術史を専攻し大学院でも美術を学んだ[39]。
- 2022年2月よりフランス・パリへ留学し、2023年9月に帰国した[40][41]。
- ハリー・ポッターシリーズのファン[42]。
- 週刊ヤングジャンプ増刊「アオハル」第0号(2011年 1/3号)では、彼女のTwitterでのつぶやきをシェイクスピアやニーチェよりも心を揺さぶるとしてコーナーで紹介している。
- 「何の種類の犬を飼っているの?」と質問されたとき、「捨て犬です。」と答えて大爆笑を誘ったことが自らの転機だったと考えている[43]。
- モーニング娘。の飯窪春菜と美術や星など共通の趣味があり仲が良い[44][45]。
- 妹がいる[要出典]。
- 2017年、ハロー!プロジェクトのリーダーに矢島舞美から譲り受ける形で就任。

## 作品

### 音楽
全曲において作詞：和田彩花（備考欄に記載ある場合、カバー曲・参加作品を除く）
配信元レーベルは「omnibus」

#### 配信シングル
| タイトル                  | 収録曲                                       | 発売日         | 備考 |
| ------------------------- | -------------------------------------------- | -------------- | --- |
| 私的礼賛                  | 1.私的礼賛                                   | 2021年10月30日 | 作曲：DJ Jell-o 編曲：オムニバス |
| mama                      | 1.mama                                       | 2021年11月7日  | 作曲・編曲：Ryuichi Kawasaki |
| パターン                  | 1.パターン                                   | 2021年11月15日 | 作曲：奥脇達也 編曲：オムニバス/goldholics Music produced by michitom |
| sachi                     | 1.sachi 2.sachi (Instrumental)               | 2022年5月22日  | 作詞:和田彩花・valknee 作曲:Tomggg・valknee 編曲:Tomggg |
| ナガイヨル la longue nuit | 1.ナガイヨル la longue nuit                  | 2022年10月22日 | 作曲:DJ Jell-o 編曲:オムニバス |
| Le Le bonheur             | 1. Le Le bonheur                             | 2022年12月11日 | 作編曲：楢原英介 演奏参加メンバー：Guitar:楢原英介(VOLA&THE ORIENTAL MACHINE) Bass:中尾憲太郎(NUMBER GIRL) Drums:アヒト・イナザワ(NUMBER GIRL) Mix&Mastering:萩谷まきお(PerfectMusic)                                                                                 |
| きいろいいえ              | 1. きいろいいえ                              | 2023年2月11日  | 作編曲：楢原英介 演奏参加メンバー：Guitar & Programming:楢原英介(VOLA & THE ORIENTAL MACHINE) Bass:中尾憲太郎(NUMBER GIRL) Drums:アヒト・イナザワ(NUMBER GIRL) Drums recording :山中勲 Vocal recording : michitomo（GOLDTAIL） Mix&Mastering:萩谷まきお(PerfectMusic) |
| plastic girl              | 1.plastic girl 2.plastic girl (Instrumental) | 2024年2月19日  | 作曲：mekakushe 編曲：管梓（エイプリルブルー） ベース：村岡佑樹（ARAM/エイプリルブルー） |

#### 配信アルバム
| タイトル | 収録曲 | 発売日         | 備考 |
| -------- | --- | -------------- | --- |
| 私的礼賛 | 1.エピローグ 2.空を遮る首都高速 3.mama 4.目の前で木の葉が落ちた 5.スターチス 6.ゆりかご 7.#15 8.こだわりの紅 9.Une idole 10.みやしたぱーく 11.ホットラテ 12.For me and you 13.紙をめくる 14.私的礼讃 15.パターン | 2021年11月23日 | 一部YouTubeで先行公開されていた楽曲も、新たにアレンジ・再録音して収録。 全曲の作詞とジャケットのアートワークを和田が担当。 |

#### 配信ライブアルバム
| タイトル            | 収録曲 | 発売日        | 備考 |
| ------------------- | --- | ------------- | --- |
| 私的礼賛 LIVE Album | 1.エピローグ 2.空を遮る首都高速 3.mama 4.スターチス 5.ゆりかご 6.#15 7.Une idole 8.みやしたぱーく 9.ホットラテ 10.For me and you 11.私的礼讃 12.パターン | 2022年1月31日 | 10月31日、下北沢SPREADにて開催された『私的礼讃 -Live-』を収録したライブアルバム 演奏参加メンバー： 劔樹人（Bass / あらかじめ決められた恋人たちへ） U（Drums） オータケコーハン（Guitar / あらかじめ決められた恋人たちへ, LAGITAGIDA etc.） 楢原英介（Violin, Keyboard / VOLA & THE ORIENTAL MACHINE） ハラナツコ（Sax, Flute） |

#### 未音源化楽曲
- あなたが選んだもの、あなたが選ぶもの （作曲：奥脇達也、編曲：goldholics）[56]
- 少しの寂しさとともに[57]
- 私と私のエピソード2[58]
- オリーブをくわえた鳩が飛ぶ日には[59]
- 121位[60]
- 無題[61]
- マリッジブルー[61]
- あれは運命的な出来事[62]
- この気持ちの行く先に[63]
- それでも愛を信じるのは[64]

#### カバー作品
- 小袋成彬「Selfish」[65]
- 小沢健二「ウルトラマン・ゼンブ」[66]
- 小沢健二 feat. スチャダラパー「今夜はブギーバック」[67]

#### 参加作品
LOLOETとして
| 発売日         | タイトル | 配信サイト | 楽曲     | 備考                   |
| -------------- | -------- | ---------- | -------- | ---------------------- |
| 2023年10月28日 | SŒUR     | Bandcamp   | 「SŒUR」 | Ayacho（Vo）として参加 |

| アーティスト | 発売日        | タイトル   | 規格品番 | 楽曲                                    | 備考                                   |
| ------------ | ------------- | ---------- | -------- | --------------------------------------- | -------------------------------------- |
| THE☆FUNKS    | 2022年3月30日 | 愛の12星座 | GXC-0001 | 「カクゴして feat. 和田彩花・勝田里奈」 | 勝田里奈と共にゲストボーカルとして参加 |

### 映像作品
- 彩花（2011年3月2日、hachama）[70]
- Aya（2012年3月7日、hachama）[71]
- Vivid Flower（2012年12月21日、UP-FRONT WORKS） - e-Hello!（イーハロ）シリーズ（e-LineUP!期間限定販売）[72]
- The Season（2014年7月、UP-FRONT WORKS） - e-Hello!（イーハロ）シリーズ（e-LineUP!期間限定販売）[73]
- アンジュルム和田彩花ソロスペシャルライブ（2019年10月9日、UP-FRONT WORKS）[74]

## 出演

### ソロコンサート
- 和田彩花ライブツアー前2021 ―この気持ちの先にあるものはなに？― (2020年2月24日、Zepp Nagoya) ※公演中止：2020年3月7日Zepp Osaka Bayside - 3月12日Zepp Tokyo - 5月14日Zepp DiverCity(延期日程)
- 私たちには空があるだけだって、確かめてみよう （2020年6月21日） - 配信ライブ
- 2020 延期の延期の延期 (2020年8月1日、Zepp Tokyo）
- Ayaka Wada virtual live 2020 (2020年12月26日) - 配信ライブ
- かなでめぐる Playing around Shindaita (2021年2月28日、新代田FEVER)
- 私的礼讃-Live- (2021年10月31日、下北沢SPREAD)
- 実もの切り花 その1 -東京と宮古- (2021年11月23日  新代田FEVER)
- ふつうに？ライブ (2022年1月10日 渋谷LOFT HEAVEN)
- 和田彩花とオムニバス「おひさしぶりです」（2024年2月18日、LOFT HEAVEN）[75]

### 音楽イベント
- NEWTOWN2019 (2019年10月20日、デジタルハリウッド大学八王子制作スタジオ)
- SEN MORIMOTO JAPAN TOUR 2019 (2019年10月26日、代官山UNIT) - ゲスト[76]
- ももいろ歌合戦（2019年12月31日、横浜アリーナ） - ゲスト
- 「武部聡志ピアノデイズ」 x MEET YOUR MUSIC supported by TikTok (2020年8月16日) - 配信イベント
- ぱいぱいでか美の「アカデミック☆デカミックスナイト」(2020年12月22日) - 配信イベント
- 宮川企画「マイセルフ,ユアセルフ」 (2021年4月18日、TSUTAYA O-EAST)
- Books & Something 2021 (2021年4月29日、新代田FEVER)
- YATSUI FESTIVAL! 2021 (2021年6月20日、clubasia)
- 和田彩花とオムニバス／カンナギマロ（2024年6月8日、新宿LOFT）[77]
- 和田彩花とオムニバス／カンナギマロ（2024年7月30日 梅田クラブクアトロ、7月31日 名古屋・ボトムライン）[78]

### テレビ番組
- 特番!!ちゃお.TV〜ハロプロエッグのプリンセス決定戦〜（2007年9月2日・10月7日、キッズステーション）
- テストの花道（2010年 - 2013年、NHK教育） - レギュラー
- おはスタ（2010年6月7日 - 11日、テレビ東京系）[注 1]
- 出動!バンジーP（2010年、名古屋テレビ） - レギュラー
- ハロー!SATOYAMAライフ（2012年 - 2013年、テレビ東京）
- チャージ730!（2015年4月2日[79] - 2015年9月24日[80]、テレビ東京系、毎週木曜日） - 天気予報を担当する「チャージガール!」として出演[81]。
- 先人たちの底力 知恵泉（2019年6月10日・6月25日、「徳川三代の天守」【前編・後編】、NHK教育テレビジョン）[82]
- ハロプロ！TOKYO散歩（2019年9月25日 - 2020年2月26日、スペースシャワーTVプラス）- ナレーション[83]
- AI・DOLプロジェクト（2019年11月19日・11月26日、テレビ東京） - ナレーション
- ハロプロ！TOKYO散歩 season2（2020年8月26日 - 2021年3月24日、スペースシャワーTVプラス） - ナレーション[84]
- 趣味どきっ! アイドルと旅する仏像の世界（第1期：2020年10月 - 11月、第2期：2021年10月 - 11月、全16回、NHK Eテレ） - 司会[37]
- キャラダチミュージアム〜MoCA〜（2020年10月4日 - 2023年3月26日、フジテレビ） - キュレーター[85]
- スッキリ（2021年4月21日 - 5月19日、日本テレビ） - コメンテーターとして不定期出演。
- ハロプロ！TOKYO散歩 season3（2021年6月23日 - 2022年1月26日、スペースシャワーTVプラス） - ナレーション[86]
- アンジュルム竹内朱莉デビュー10周年記念特番～朝まで生竹内!～（2021年8月12日、BSスカパー!） - 第1部ゲスト
- 趣味どきっ！関東 会いに行きたい仏さま（2023年8月7日 - 9月25日、全8回、NHK Eテレ）- 司会[38]
- 上田と女がDEEPに吠える夜（2024年5月28日、日本テレビ）- ゲスト[87]
- 堀潤モーニングFLAG（2024年5月31日、TOKYO MX）-「激論サミット」ゲスト[88]
- 先人たちの底力 知恵泉「柳宗悦 多様性社会をどう築くか?」（2024年6月4日、NHK Eテレ）[89]
- 先人たちの底力 知恵泉「柳宗悦 反発をチカラに変えよ!」（2024年6月11日、NHK Eテレ）[90]
- 新美の巨人たち（2024年10月12日、テレビ東京系列）- Art Traveler[91]
- 日曜美術館（2024年11月3日、NHK Eテレ）[92]
- 新美の巨人たち（2024年11月30日・12月7日・2025年6月7日、テレビ東京系列）- Art Traveler[93][94]

### テレビアニメ
- ひめチェン!おとぎちっくアイドル リルぷりっ（2010年 - 2011年、テレビ東京系） - 主演・雪森りんご 役
- ぐんまちゃん（2021年） - 館長、ハニワ所員 役

### テレビドラマ
- 5年後のラブレター（2010年、BeeTV、TBSテレビ）- 幼少期の神崎麻衣 役
- 数学♥女子学園（2012年1月11日 - 3月28日、日本テレビ） - 天現寺空 役
- ついていけない子さんを愛でる-SDGs＆生理＆サウナ 問題提起ドラマバラエティ- (2021年1月23日、テレビ東京) - じゅうじつ子 役[95]

### 映画
- We Love Television?（2017年11月3日） - 和田彩花 役

### ラジオ番組
- アンジュルム和田彩花のビジュルム→和田彩花のビジュルム（2015年10月3日 - 2020年3月28日、東海ラジオ）
美術史専攻の大学院生に相応しく、番組中で美術展覧会鑑賞レポートを行なう。
- 今日は一日“ハロプロ”三昧（2019年8月16日、NHK FM） - ゲスト
- 井上貴博 土曜日の「あ」（2024年5月11日、TBSラジオ）- ゲスト[96]

### ウェブテレビ
- ABEMA Prime（2021年4月7日 - 、ABEMA）水曜MC、コメンテーター、隔週担当※これ以前にもコメンテーターとしてゲスト出演あり。2022年4月より曜日固定せず出演[97]。

### Web連載
- スマイレージ和田彩花のアートマイレージ（2011年8月9日 - 11月17日、47NEWS）[98]
- PHPビジネスオンライン 衆知「乙女の絵画案内」（2013年9月27日 - 2014年2月7日[99]、PHP研究所）[100]
- アンジュルム和田彩花の「アートに夢中!」→和田彩花の「アートに夢中!」（2018年10月15日 - 2022年4月5日、ぴあ）[101]
- アンジュルム和田彩花の仏像超入門　これさえ分かれば仏様も″友だち″だ！（2018年11月30日、livedoor NEWS）[102]
- 和田彩花のHow to become the DOORS（2022年1月20日 - 2023年4月28日、ARToVILLA）[103][104]
- 和田彩花のパリ・アートダイアリー（2022年5月5日 - 2023年11月8日、ぴあ）[105]
- 和田彩花のHow to become the DOORS Season2 もっと知りたいアート！（2023年8月11日 - 2024年6月19日、ARToVILLA）[106]
- 和田彩花のアートさんぽ（2024年3月28日 - 、ぴあ）[107]
- 「アイドルになってよかった」と言いたい（2024年12月21日 - 、QJWeb）[108]

### 舞台・ミュージカル
- しゅごキャラ!（2009年）
- 恋するハローキティ（2009年）
- 劇団ゲキハロ第8回公演 BS-TBS 10周年企画「おばぁちゃん家のカレーライス 〜スマイルレシピ〜」（2009年8月18日 - 8月22日、六本木 俳優座劇場） - 里帆 役
- もしも国民が首相を選んだら（2013年4月24日 - 30日、全労済ホールスペース・ゼロ）[109][110]
- 劇団ゲキハロ第13回公演 「我らジャンヌ 〜少女聖戦歌劇〜」（2013年9月6日 - 9月23日、池袋サンシャイン劇場/シアターBRAVA!） - ジャンヌ 役（TRUTH）、ジジ 役（REVERSE）
- 演劇女子部 ミュージカル「LILIUM-リリウム 少女純潔歌劇-」（2014年6月5日 - 15日、サンシャイン劇場 / 20日・21日、森ノ宮ピロティホール） - スノウ 役
- 演劇女子部 S/mileage's JUKEBOX MUSICAL 「SMILE FANTASY!」（2014年10月4日 - 2014年10月13日、全労済ホール スペース・ゼロ） - 和田彩花 役
- 演劇女子部「MODE」（2016年10月1日 - 2016年10月10日、全労済ホール スペース・ゼロ） - 葛城弥生 役
- JKニンジャガールズ（2017年3月4日、全労済ホール/スペース・ゼロ） - 日替わりゲスト[111]
- 演劇女子部「夢見るテレビジョン」（2017年10月5日 - 2017年10月15日、全労済ホール スペース・ゼロ） - 池神とみ恵 役
- 演劇女子部 全労済ホール/スペース・ゼロ提携公演「アタックNo.1」（2018年11月29日 - 12月9日、全労済ホール スペース・ゼロ） - 鮎原こずえ 役

### コンサート
- Hello! Project 2006 Summer 〜ワンダフルハーツランド〜（2006年7月22日・23日、代々木第一体育館） - バックダンサー[要出典]。
- カントリー娘。LIVE2006〜Shibuya des Date〜（2006年9月2日・3日、SHIBUYA-AX） - アンコールに小川紗季、前田憂佳、森咲樹とともに出演[要出典]。
- 第一回 ハロー!プロジェクト新人公演 〜さるの刻〜／〜とりの刻〜（2007年5月13日、渋谷C.C.Lemonホール）
- 2007 ハロー!プロジェクト新人公演 8月 〜横浜で会いましょう〜（2007年8月26日、横浜BLITZ）
- 2007 ハロー!プロジェクト新人公演 11月 〜品川で会いましょう〜（2007年11月23日、品川ステラボール）
- 2008 ハロー!プロジェクト新人公演 3月 〜キラメキの横浜 〜（2008年3月29日、横浜BLITZ）
- Berryz工房&℃-ute 仲良しバトルコンサートツアー2008春 〜Berryz仮面 vs キューティーレンジャー〜 （2008年4月20日、横浜アリーナ）
- 2008 ハロー!プロジェクト新人公演 6月 〜赤坂HOP!〜（2008年6月22日、赤坂BLITZ）
- 2008 ハロー!プロジェクト新人公演 9月 〜芝公園STEP!〜（2008年9月23日、メルパルクホール）
- 2008 ハロー!プロジェクト新人公演 11月 〜横浜JUMP!〜（2008年11月24日、横浜BLITZ）
- 2009 ハロー!プロジェクト新人公演 4月 〜横浜HOP!〜（2009年4月4日・5日、横浜BLITZ）
- 2009 ハロー!プロジェクト新人公演 6月 〜中野STEP!〜（2009年6月7日、中野サンプラザ）
- 2009 ハロー!プロジェクト新人公演 9月 〜横浜JUMP!〜（2009年9月23日、横浜BLITZ）
- 2009 ハロー!プロジェクト新人公演 11月 〜横浜FIRE!〜（2009年11月23日、横浜BLITZ）
- 2010 ハロー!プロジェクト新人公演 3月 〜横浜GOLD!〜（2010年3月27日、横浜BLITZ）[112]

### イベント
- ハロプロエッグデリバリーステーション!04（2008年5月25日、サンストリート亀戸）[113]
- 和田彩花写真集『和田彩花 16』 発売記念握手会（2011年3月2日、福家書店新宿サブナード店）[13][14]
- 和田彩花『乙女の絵画案内』 発売記念握手会（2014年3月26日、福家書店新宿サブナード店）[114]
- 繊維の魅力ＰＲイベント「Fashionable Gunma」（2018年10月12日、群馬県庁 県民ホール）群馬女子ファッショントーク

## 書籍

### 単行本
- 乙女の絵画案内　―「かわいい」を見つけると名画がもっとわかる―（2014年3月15日、PHP新書）ISBN 978-4-569-81799-6
PHPビジネスオンライン 衆知の連載を書籍化
- 美術でめぐる日本再発見　―浮世絵・日本画から仏像まで―（2016年3月12日、オデッセー出版）ISBN 978-4-8470-4827-2
- 夢を引き寄せる手帳術 vol.2（2018年4月、扶桑社）ISBN 978-4594612696
- アイドルと巡る仏像の世界（2020年、NHK「趣味どきっ!」テキスト）
- アイドルと旅する仏像の世界（2021年、NHK「趣味どきっ!」テキスト）
- エトセトラ Vol.8（FALL /WINT）特集：アイドル、労働、リップ（2022年、エトセトラブックス）- 特別編集[115]
- 関東　会いに行きたい仏さま（2024年、NHK「趣味どきっ!」テキスト）[116]

### 写真集
- 和田彩花 16（2011年2月25日、ワニブックス、撮影：佐藤裕之）ISBN 978-4-8470-4354-3
- 彩-aya-（2012年2月15日、ワニブックス、撮影：西田幸樹）ISBN 978-4-8470-4434-2
- 和田彩花(アンジュルム)卒業記念パーソナルフォトブック『和田彩花』（2019年5月29日、オデッセー出版）ISBN 978-4-908643-35-4

### 電子書籍
- 【私服グラビア】和田彩花（アンジュルム）Daily LoGiRL 465（2016年4月26日、LoGiRL、撮影：石垣星児）[117]

### 雑誌連載
- UP to boy「いまさらDAWA♡」（2012年4月23日 - 、ワニブックス）
- BIG ONE GIRLS「アンジュルム和田彩花の彩色兼美」（2018年1月号 - 2019年7月号、近代映画社）[118]
- Quick Japan「未来を始める」（2019年10月26日 - 、太田出版）

### フリーペーパー
- 『月刊ローチケHMV no.87 ローソンHMVエンタテイメント』[注 2]（2018年5月15日、株式会社ローソンHMVエンタテイメント）

## 参加ユニット
- アンジュルム（旧・スマイレージ）（2009年 - 2019年）
- 企画ユニット
  - しゅごキャラエッグ!（2008年 - 2009年9月）
  - リルぷりっ（2010年 - 2012年）
  - ピーベリー（2012年 - 2015年）[119]
- シャッフルユニット
  - ZYX-α（2009年 - 活動終了年不詳）
  - ハロー!プロジェクト モベキマス（2011年）
  - ハロプロ・オールスターズ（2018年 - 2019年）